# Meconopsis argemonantha
Meconopsis argemonantha är en vallmoväxtart som beskrevs av David Prain. Meconopsis argemonantha ingår i släktet bergvallmor, och familjen vallmoväxter. Inga underarter finns listade i Catalogue of Life.